# Porvoonjoki
Porvoonjoki (švédsky Borgå å) je řeka v jižním Finsku. Je dlouhá 143 km a její povodí má rozlohu 1271 km². Pramení v regionu Salpausselkä v nadmořské výšce 68 m, teče k jihozápadu a leží na ní města Orimattila a Askola. Vlévá se do Finského zálivu, v jejím ústí se nachází město Porvoo. Nejdůležitějším přítokem je Palojoki. Povodí řeky patří k hlavním zemědělským oblastem Finska a bylo osídleno již v paleolitu. Vzhledem k intenzivnímu hospodářskému využití je kvalita vody nízká. Na Porvoonjoki se nachází mnoho peřejí, energii řeky využívají malé vodní elektrárny. Žije zde množství ryb (losos, lipan, siven, štika). Oblast v deltě řeky o rozloze 9,5 km² je díky bohatství ptactva (orel mořský, morčák velký nebo chřástal polní) chráněna v rámci programu Natura 2000.